# Nikólaos Deligiannis
Nikólaos Deligiannis (en grec: Νικόλαος Δελιγιάννης) (Atenes, 1845 - París, 5 de gener de 1910).) Fou un polític grec que va ser primer ministre entre el 24 de gener i l'11 de juny de 1895.
Deligiannis procedia d'una de les famílies més distingides de Langadia (Λαγκάδια Αρκαδίας) del Peloponnès. El seu pare Peter Deligiannis va ser ministre de Relacions Exteriors durant el regnat de l'Rei Otó I. El seu oncle Theódoros Diligiannis va ser cinc vegades primer ministre.
Va començar la seva carrera diplomàtica com a funcionari; el 1870 va ser encarregat de negocis a París. Posteriorment, va ocupar el càrrec de Ministre-Conseller a Belgrad des de 1880 fins a 1886 que va ser nomenat ambaixador a París.